# Isidrogalvia sipapoensis
Isidrogalvia sipapoensis är en kärrliljeväxtart som beskrevs av L.M.Campb. Isidrogalvia sipapoensis ingår i släktet Isidrogalvia och familjen kärrliljeväxter. Inga underarter finns listade.